# Дорощук Ольга Василівна

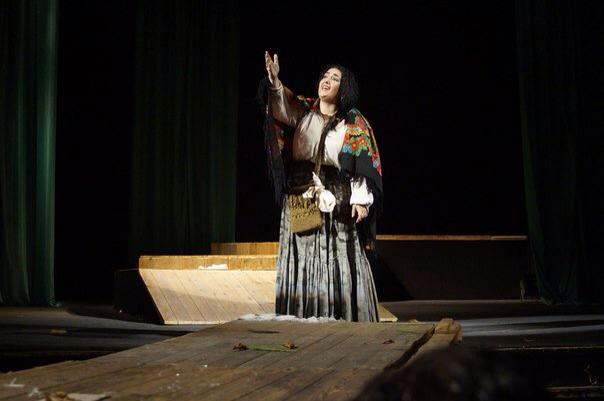
О.Дорощук у ролі Маври (опера В.Кирейка 'У неділю рано')

Ольга Дорощук — українська акторка театру та кіно, оперна співачка (мецо-сопрано), викладачка сценічного мовлення і акторської майстерності.

## Біографія
Народилась 14 серпня 1987 року. Донька відомої української акторки Любові Тимошевської. Киянка. 
Закінчила Київський Національний університет театру, кіно і телебачення ім. І. К. Карпенка-Карого, спеціальність «Акторка театру ляльок», майстерня С. І. Єфремова (2008 рік) і Національну музичну академію України ім. П. І. Чайковського зв спеціальністю «Оперний спів», клас викладачки — народної артистки УРСР, лауреатки національної премії України ім. Т. Г. Шевченка Людмили Юрченко (2014 рік). 

## Творчість
У 2007—2012 — акторка музично-драматичного муніципального театру «Київ».
В оперному жанрі успішно дебютувала на сцені Оперної студії НМАУ ім. П. І. Чайковського. У репертуарі — партія Любаші з опери М. Римського-Корсакова «Царева Наречена», партія Маври з опери Віталія Кирейка «У неділю рано…», партія Берти з опери Россіні «Севільський цирюльник», партія Терпелихи з опери М. Лисенка «Наталка Полтавка», партія Няні із опери П. І. Чайковського «Євгеній Онєгін» та ін. 
З 2015 року — солістка Київського театру-антрепризи «Молода Опера», а також музичного проєкту «Musica dal vivo Ukraine». 
Активно знімається в кіно, серіалах, рекламах, зокрема в: «СидОренках-СидорЕнках», «Кріпосній», «Євродиректорі», «Шляхетних Волоцюгах», «Домі Бобринських», та інших. 
З 2020 року співпрацює з Київським Національним академічним театром опери та балету для дітей та юнацтва на Подолі, театром «Музичний Камертон». 